# Tanauan (Leyte)
Tanauan è una municipalità di terza classe delle Filippine, situata nella Provincia di Leyte, nella Regione di Visayas Orientale.
Tanauan è formata da 54 baranggay:
- Ada
- Amanluran
- Arado
- Atipolo
- Balud
- Bangon
- Bantagan
- Baras
- Binolo
- Binongto-an
- Bislig
- Buntay (Pob.)
- Cabalagnan
- Cabarasan Guti
- Cabonga-an
- Cabuynan
- Cahumayhumayan
- Calogcog

- Calsadahay
- Camire
- Canbalisara
- Canramos (Pob.)
- Catigbian
- Catmon
- Cogon
- Guindag-an
- Guingawan
- Hilagpad
- Kiling
- Lapay
- Licod (Pob.)
- Limbuhan Daku
- Limbuhan Guti
- Linao
- Magay
- Maghulod

- Malaguicay
- Maribi
- Mohon
- Pago
- Pasil
- Pikas
- Sacme
- Salvador
- San Isidro
- San Miguel (Pob.)
- San Roque (Pob.)
- San Victor
- Santa Cruz
- Santa Elena
- Santo Niño Pob. (Haclagan)
- Solano
- Talolora
- Tugop